# Мархида (выселок)
Мархида — упразднённый населённый пункт (тип: выселок) в Заполярном районе Ненецкого автономного округа Российской Федерации. Ныне рыбопромысловый участок на территории Великовисочного сельсовета.

## География
Выселок располагался на правом берегу Печоры, в 25 километрах юго-восточнее села Великовисочного.

## История
Основан в начале XX века крестьянами Усть-Цилемской волости. В списках населённых мест впервые упоминается в 1920 году.
В 1950-е годы выселок Мархида прекратил своё существование.

## Население
В 1920 году в 2 дворах проживали 7 человек. В 1926 году в 3 дворах проживали 13 человек. В 1928 году в выселке 15 жителей держали 2 хозяйства с 2 жилыми и 3 нежилыми постройками.
В 1950 году в Мархиде было 3 двора, проживали 10 человек.

## Инфраструктура
Основными занятиями жителей были лов рыбы и содержание домашнего скота. Жители выселка содержали крупный рогатый скот — лошадей и овец.

## Транспорт
В период навигации на Печоре выполняются ежедневные рейсы на теплоходе по маршруту Нарьян-Мар — Великовисочное — Лабожское.